# Гянджинский историко-краеведческий музей
Гянджинский историко-краеведческий музей имени Низами Гянджеви (азерб. Nizami Gəncəvi adına Gəncə Tarix-Diyarşünaslıq Muzeyi) — музей, расположенный в городе Гянджа в Азербайджане. Нынешняя территория музея — 972 кв.м.

## История музея
Музей был создан в 1924 году по инициативе и усилиями учителей и студентов Гянджинской педагогической семинарии. Среди студентов, выступивших с инициативой открытия в Гяндже музея, были Исхак Джафарзаде, С. Сеидов, Ф. Меликов и др. Изначально в музее были созданы два отделения: сельского хозяйства и краеведческий, в которых демонстрировалось около полутысячи экспонатов.
В 1927 году в Ханларе (совр. Гёйгель) немецкий археолог Яков Гуммель провёл археологические раскопки в регионе, а именно на территории реки Гянджачай. Часть найденных, в результате раскопок экспонатов Якобом Хюммель подарил в Ханларский краеведческий музей, а остальную часть отправил в Германию. В 1961 году к Гянджинскому историко-краеведческому музею был присоединён ликвидированный краеведческий музей города Ханлар.
С каждым годом количество экспонатов в музее росло, и поэтому в 1954 году он переехал в новое, более просторное помещение. К тому времени в музее уже было три отделения: дореволюционного и советского периодов и краеведческое. В семи залах музея экспонировалось несколько тысяч различных экспонатов.
В 1972 году, учитывая разросшийся фонд музея, руководство города выделило ему старинный особняк с большим количеством комнат, до революции принадлежавший Абульфат хану из рода Зиядханов, а позднее его сыну Исмаил Хану Зиятханову. В этом здании музей находится и поныне.

## Коллекция
В музее 18 залов, в которых хранится почти 30 тысяч предметов и экспонатов, отражающих различные периоды исторического прошлого региона, начиная с древнейших времен.  Среди наиболее ценных из них — посуда, оружие и украшения эпохи бронзы второй половины IX тысячелетия до н. э., большая часть которых найдена при археологических раскопках на территории Гянджи и прилегающих к городу районов.
Основной фонд музея располагает 24.785 экспонатами, из которых 4483 — археологические, 1648 — этнографические, 392 — художественные, 9 — скульптурные предметы, 2753 — фотографии, 9259 — документы, 3441 — нумизматические предметы.
Немалую часть коллекции музея составляют экспонаты периода Гянджа-Гарабахской культуры (глиняная и медная посуда). Имеется посуда и оружие, относящиеся к периоду средневековья, а также коллекция монет, украшения и одежда этой эпохи. Центром этого отдела является знамя последнего хана Гянджи — Джавад-хана, найденное во время его перезахоронения, и ряд экспонатов, относящихся к началу XIX века. Один из залов музея посвящён уроженцу города, видному классику персидской поэзии Низами Гянджеви.
Коллекция музея пополняется. В основном в музей приносят предметы и экспонаты советского периода (1920—1990-е годы): домашняя утварь, книги, журналы, газеты, нумизматика и тому подобное. Одним же из ценнейших экспонатов, приобретенных в последние годы, стал сборник стихов уроженца города Мирзы Шафи Вазеха, напечатанный в 1872 году в Берлине.
В настоящее время музей состоит из двух отделений: древний период и современная эпоха. Первое отделение охватывает историю с древнейшего периода до конца XIX века.

## Галерея
- Могила бронзового века из Гаргалартепеси
- Глиняная посуда, найденная на территории мавзолея Низами Гянджеви
- Глиняная посуда, найденная на территории Старой Ганджи
- Глиняная посуда из Агдамского района. Лейлатепинская культура